# Els Cloterons
Els Cloterons és una muntanya de 2.179 metres que es troba entre els municipis de Josa i Tuixén, a la comarca de l'Alt Urgell i de Gósol, a la comarca catalana del Berguedà.
Al cim s'hi pot trobar un vèrtex geodèsic (referència 276085001).